# Alpenus aequalis
Alpenus aequalis là một loài bướm đêm thuộc phân họ Arctiinae, họ Erebidae.